# Interna

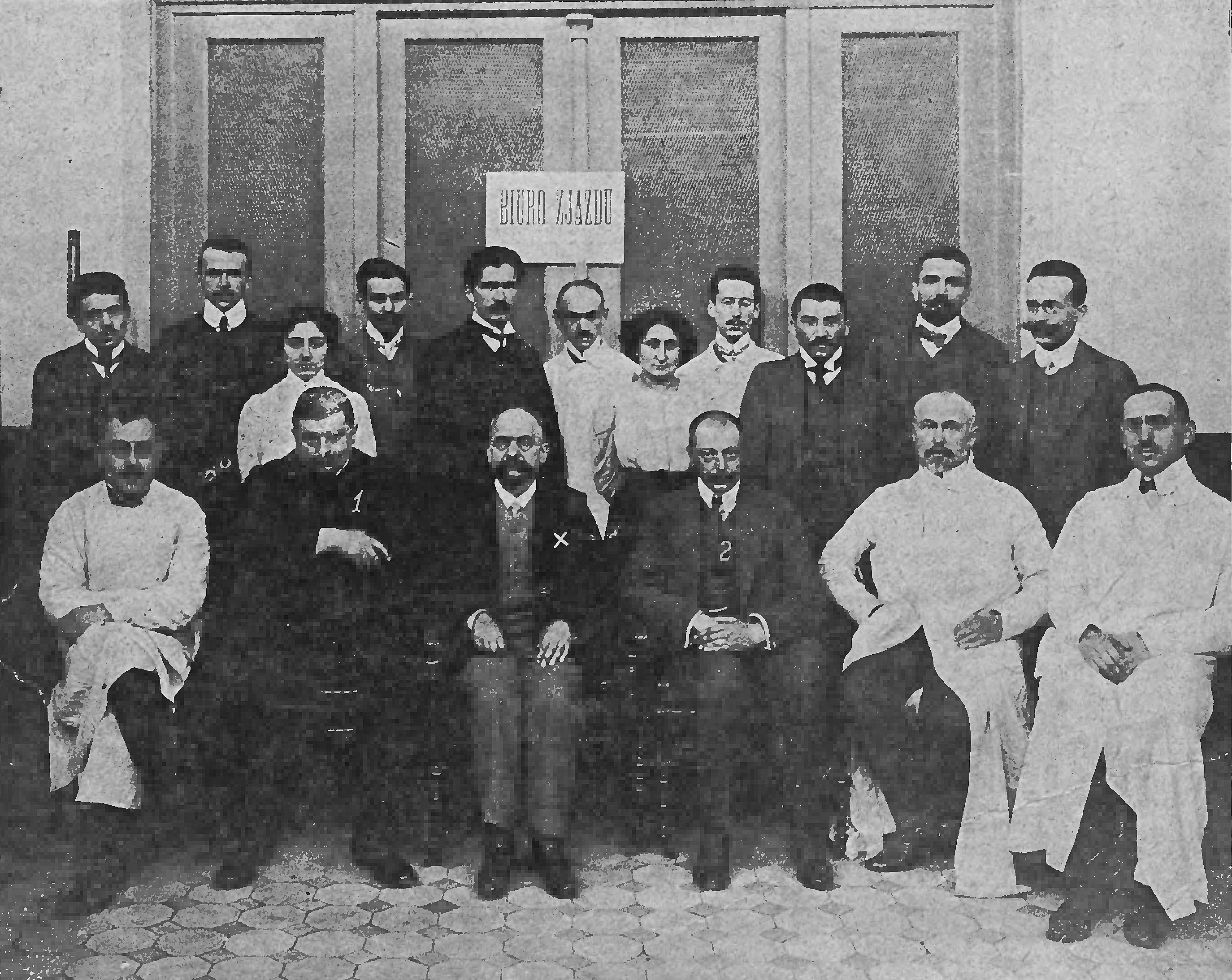
I Zjazd Internistów Polskich (1909)

Interna (z łac. internus, wewnętrzny) – potoczna, zwyczajowa lub żargonowa nazwa działu medycyny, zajmującego się schorzeniami narządów wewnętrznych. Właściwa nazwa to choroby wewnętrzne. Inne nazwy to medycyna wewnętrzna (nazwa używana głównie w Polsce, krajach niemieckojęzycznych i skandynawskich) oraz medycyna ogólna (niem. Allgemeinmedizin, ang. general medicine, medicine) (nazwa używana częściej w krajach anglosaskich). 
W Polsce choroby wewnętrzne są jedną ze specjalizacji lekarskich, oraz priorytetową dziedziną medycyny. Trwa ona 5 lat (2 lata modułu podstawowego z chorób wewnętrznych i 3 lata modułu specjalistycznego z chorób wewnętrznych). Jest to jedna z wzajemnie uznawanych specjalizacji w krajach Unii Europejskiej. Konsultantem krajowym od 17 sierpnia 2024 roku jest prof. dr hab. Ilona Kurnatowska.